# Endospermum chinense
Endospermum chinense är en törelväxtart som beskrevs av George Bentham. Endospermum chinense ingår i släktet Endospermum och familjen törelväxter. Inga underarter finns listade i Catalogue of Life.